# Atsuyoshi Furuta
Atsuyoshi Furuta (jap. 古田 篤良 Furuta Atsuyoshi; ur. 27 października 1962) – japoński piłkarz, reprezentant kraju.

## Kariera klubowa
Od 1975 do 1984 roku występował w klubie Toyo Industries.

## Kariera reprezentacyjna
W reprezentacji Japonii zadebiutował w 1971. W reprezentacji Japonii występował w latach 1971–1978. W sumie w reprezentacji wystąpił w 32 spotkaniach.

## Statystyki
| Reprezentacja Japonii | Reprezentacja Japonii | Reprezentacja Japonii |
| Rok                   | Mecze                 | Gole                  |
| --------------------- | --------------------- | --------------------- |
| 1971                  | 1                     | 0                     |
| 1972                  | 4                     | 0                     |
| 1973                  | 3                     | 0                     |
| 1974                  | 5                     | 0                     |
| 1975                  | 11                    | 0                     |
| 1976                  | 2                     | 0                     |
| 1977                  | 0                     | 0                     |
| 1978                  | 6                     | 0                     |
| Razem                 | 32                    | 0                     |